# كيكو سيكا
كيكو سيكا (清家 貴子) (8 أغسطس 1996 في طوكيو في اليابان – )؛ هي لاعبة كرة قدم كانت تلعب كمدافع.

## وصلات خارجية
- كيكو سيكا على موقع إي إس بي إن إف سي (الإنجليزية)
- كيكو سيكا على موقع قاعدة بيانات كرة القدم.إي يو (الإنجليزية)
- كيكو سيكا على موقع Soccerbase.com (لاعب) (الإنجليزية)
- كيكو سيكا على موقع Soccerway.com (الإنجليزية)
- كيكو سيكا على موقع عالم كرة القدم.نت (الإنجليزية)